# Флавій Клеарх
Флавій Клеарх (*Flavius Clearchus, д/н — після 384) — державний діяч Римської імперії.

## Життєпис
Походив із заможної родини з Теспротії (Епір). У дитинстві Клеарх і його молодший брат навчалися у філософа і софіста Нікокла. Переселившись у Константинополь, 356 або 357 року він відвідав Антіохію, де до 363 року був учнем філософа Фемістія.
З 359 року Клеарх обіймав низку посад в Константинополі, але яких саме невідомо. У 360 році був призначений на посаду асесора. Можливо певний час Клеарх керував провінцією Європа. Збільшення політичного впливу Клеарха було відзначено включенням його до складу сенатського посольства, відправленого 363 року до Антіохії для вітання нового імператора Іовіана.
У 363—366 роках був вікарієм дієцезії Азія. У 364 році намагався забезпечити виправдувальний вирок Олександру, колишньому консуляру Сирії. У 365 році його попросили втрутитися в інцидент в Перга, що стосується Метрофана, консуляра Памфілії.
365 року під час захоплення влади Прокопієм зберіг вірність імператору Валенту. Він піддав критиці Сатурнія Секунда Саллюстія, преторіанського префекта Сходу, звинувативши його в нездатності вчасно придушити заколот. Після перемоги над Прокопієм у 366 році призначається проконсулом Азії. Домігся зняття з посади Саллюстія й призначення Авксонія. Клеарх також захистив філософа Максима Ефеського, який був визнаний винним у незаконному збагаченні, випустивши його з-під варти і повернувши йому його майно.
372—373 і 382—384 роках був міським префектом Константинополя. під час першої каденції завершив зведення акведука Валента та Німфеум на Форумі Феодосія. 384 року призначено консулом (разом з Флавієм Рікомером).

## Родина
- Флавій Клеарх, преторіанський префект Іллірику